# Nazareth (Belgio)
Nazareth è un comune belga di 11 447 abitanti, situato nella provincia fiamminga delle Fiandre Orientali.